# Monte Pahia

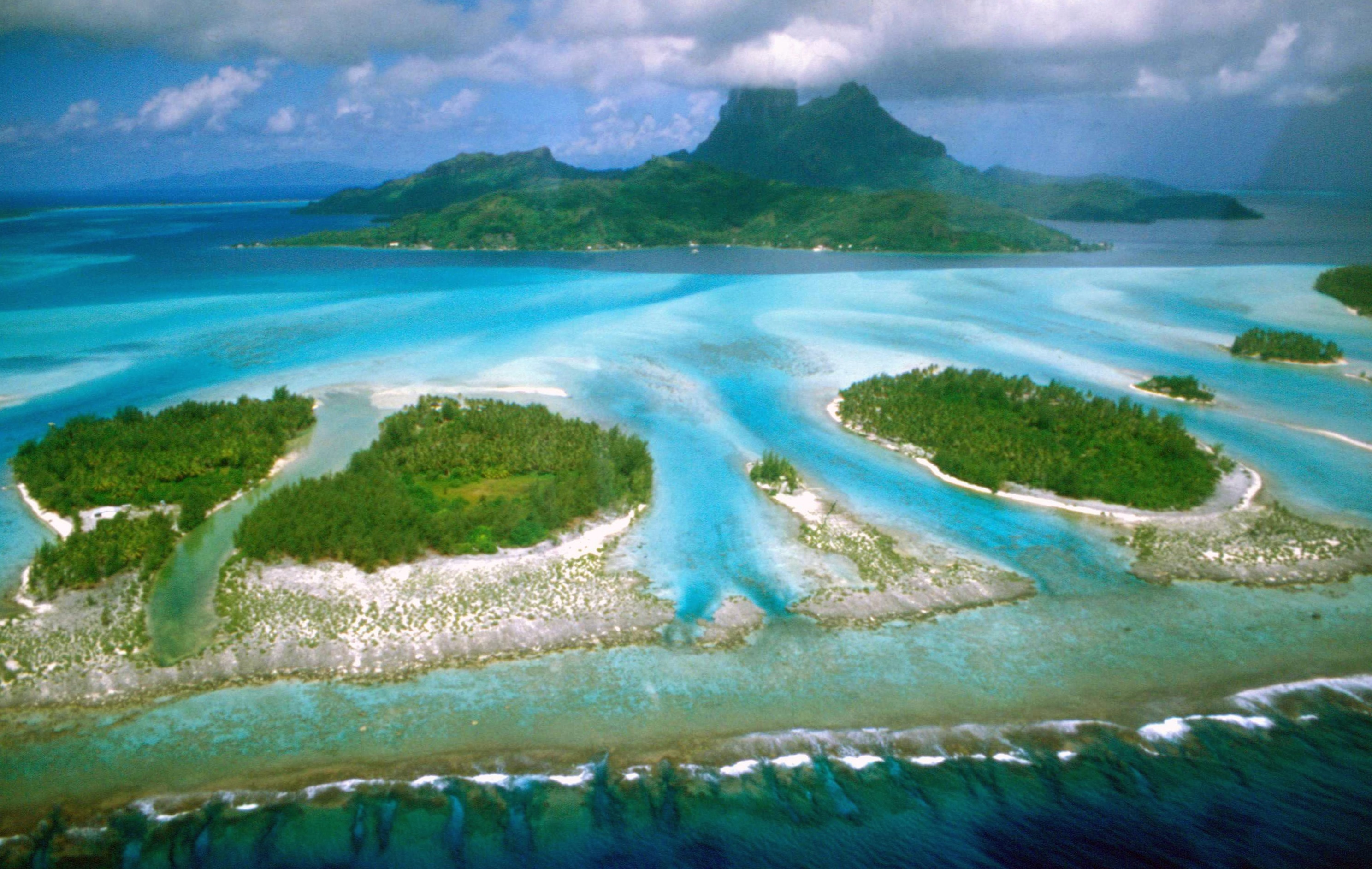
Vista dos dois maiores montes de Bora Bora, sendo o Monte Pahia o que se encontra à direita.

O Monte Pahia é o segundo ponto mais alto de Bora Bora, na Polinésia Francesa, com 661 metros de altitude, reminiscências de um vulcão entretanto extinto.